# Rodolfo Guerra
Rodolfo Guerra Mercado (ur. 17 kwietnia 1942 w El Oro) – meksykański zapaśnik walczący w stylu klasycznym. Olimpijczyk z Meksyku 1968, gdzie odpadł w eliminacjach w wadze koguciej do 57 kg.

## Letnie Igrzyska Olimpijskie 1968
| Konkurencja                  | Walki                     | Walki                | Walki                 | Klas. końcowa |
| Konkurencja                  | Pierwsza runda            | Druga runda          | Trzecia runda         | Miejsce       |
| ---------------------------- | ------------------------- | -------------------- | --------------------- | ------------- |
| styl klasyczny, waga kogucia | Ibrahim as-Sajjid (EGY) P | Jean Nakouzi (LIB) W | Kōji Sakurama (JPN) P | trzecia runda |